# Wereldkampioenschappen kortebaanzwemmen 2010
De wereldkampioenschappen kortebaanzwemmen 2010 werden van 15 tot en met 19 december 2010 georganiseerd in het Dubai Sports complex in Dubai, Verenigde Arabische Emiraten.

## Wedstrijdschema
| Woensdag 15/12 | Donderdag 16/12 | Vrijdag 17/12 | Zaterdag 18/12 | Zondag 19/12 |
| --- | --- | --- | --- | --- |
| Series vanaf 10:00 uur lokale tijd (07:00 MET) | | | | |
| 200m vrij mannen 50m school vrouwen 100m rug mannen 200m vlinder vrouwen 100m school mannen 100m rug vrouwen 100m vlinder mannen 400m wissel vrouwen 4×100m vrij mannen 4×200m vrij vrouwen                          | 100m vrij vrouwen 400m wissel mannen 50m vlinder vrouwen 50m vrij mannen 100m wissel vrouwen 4×200m vrije mannen 800m vrij vrouwen | 50m rug mannen 200m rug vrouwen 50m vlinder mannen 100m school vrouwen 400m vrij mannen 200m wissel mannen 400m vrij vrouwen 200m school mannen 4×100m wissel vrouwen | 50m rug vrouwen 100m vrij mannen 100m vlinder vrouwen 100m wissel mannen 50m vrij vrouwen 200m wissel vrouwen 50m school mannen 4×100m vrij vrouwen                                                                                     | 200m rug mannen 200m school vrouwen 200m vlinder mannen 200m vrij vrouwen 4×100m wissel mannen 1500m vrij mannen |
| Finales - vanaf 19:00 uur lokale tijd (16:00 MET) | | | | |
| F 200m vrij mannen HF 50m school vrouwen HF 100m rug mannen F 200m vlinder vrouwen HF 100m school mannen HF 100m rug vrouwen HF 100m vlinder mannen F 400m wissel vrouwen F 4×100m vrij mannen F 4×200m vrij vrouwen | HF 100m vrij vrouwen F 400m wissel mannen F 50m school vrouwen F 100m rug mannen HF 50m vlinder vrouwen HF 50m vrij mannen F 100m rug vrouwen F 100m school mannen HF 100m wissel vrouwen F 100m vlinder mannen F 800m vrij vrouwen F 4×200m vrij mannen | HF 50m rug mannen F 100m vrij vrouwen HF 50m vlinder mannen F 200m rug vrouwen F 200m school mannen F 50m vlinder vrouwen F 400m vrij mannen HF 100m school vrouwen F 400m vrij vrouwen F 50m vrij mannen F 100m wissel vrouwen F 200m wissel mannen F 4×100m wissel vrouwen | F 100m school vrouwen F 50m rug mannen HF 50m rug vrouwen HF 100m vrij mannen HF 50m vrij vrouwen F 50m vlinder mannen HF 100m vlinder vrouwen HF 100m wissel mannen F 200m wissel vrouwen HF 50m school mannen F 4×100m wissel vrouwen | F 100m vrij mannen F 50m rug vrouwen F 200m rug mannen F 200m school vrouwen F 100m wissel mannen F 100m vlinder vrouwen F 50m school mannen F 50m vrij vrouwen F 200m vlinder mannen F 1500m vrij mannen F 200m vrij vrouwen F 4×100m wissel mannen |

## Selecties

### België
De Belgische zwembond selecteerde 4 zwemmers voor het WK, allen mannen.
- Mathieu Fonteyn
- Yoris Grandjean
- Pierre-Yves Romanini
- Pholien Systermans

### Nederland
Technisch directeur Jacco Verhaeren selecteerde 10 zwemmers voor het WK, vier mannen en zes vrouwen.
Mannen
- Robin van Aggele
- Nick Driebergen
- Lennart Stekelenburg
- Joeri Verlinden

Vrouwen
- Inge Dekker
- Femke Heemskerk
- Ranomi Kromowidjojo
- Moniek Nijhuis
- Sharon van Rouwendaal
- Hinkelien Schreuder

## Medailles

### Mannen
| Onderdeel            | Goud                                                                           | Goud       | Zilver                                                                               | Zilver   | Brons                                                                           | Brons    |
| -------------------- | ------------------------------------------------------------------------------ | ---------- | ------------------------------------------------------------------------------------ | -------- | ------------------------------------------------------------------------------- | -------- |
| Vrije slag           |                                                                                |            |                                                                                      |          |                                                                                 |          |
| 50 m                 | César Cielo Filho Brazilië                                                     | 20,51 CR   | Frédérick Bousquet Frankrijk                                                         | 20,81    | Josh Schneider Verenigde Staten                                                 | 20,88    |
| 100 m                | César Cielo Filho Brazilië                                                     | 45,74 CR   | Fabien Gilot Frankrijk                                                               | 45,97    | Nikita Lobintsev Rusland                                                        | 46,35    |
| 200 m                | Ryan Lochte Verenigde Staten                                                   | 1.41,08 CR | Danila Izotov Rusland                                                                | 1.41,70  | Oussama Mellouli Tunesië                                                        | 1.42,02  |
| 400 m                | Paul Biedermann Duitsland                                                      | 3.37,06    | Nikita Lobintsev Rusland                                                             | 3.37,84  | Oussama Mellouli Tunesië                                                        | 3.38,17  |
| 1500 m               | Oussama Mellouli Tunesië                                                       | 14.24,16   | Mads Glæsner Denemarken                                                              | 14.29,52 | Gergely Gyurta Hongarije                                                        | 14.31,47 |
| Rugslag              |                                                                                |            |                                                                                      |          |                                                                                 |          |
| 50 m                 | Stanislav Donets Rusland                                                       | 22,93 CR   | Sun Xiaolei China Aschwin Wildeboer Spanje                                           | 23,13    |                                                                                 |          |
| 100 m                | Stanislav Donets Rusland                                                       | 49,07 CR   | Camille Lacourt Frankrijk                                                            | 49,80    | Aschwin Wildeboer Spanje                                                        | 50,04    |
| 200 m                | Ryan Lochte Verenigde Staten                                                   | 1.46,68 CR | Tyler Clary Verenigde Staten                                                         | 1.49,09  | Markus Rogan Oostenrijk                                                         | 1.49,96  |
| Schoolslag           |                                                                                |            |                                                                                      |          |                                                                                 |          |
| 50 m                 | Felipe França Brazilië                                                         | 25,95 CR   | Cameron van der Burgh Zuid-Afrika                                                    | 26,03    | Aleksander Hetland Noorwegen                                                    | 26,20    |
| 100 m                | Cameron van der Burgh Zuid-Afrika                                              | 56,80 CR   | Fabio Scozzoli Italië                                                                | 57,13    | Felipe França Brazilië                                                          | 57,39    |
| 200 m                | Naoya Tomita Japan                                                             | 2.03,12 CR | Dániel Gyurta Hongarije                                                              | 2.03,47  | Brenton Rickard Australië                                                       | 2.04,33  |
| Vlinderslag          |                                                                                |            |                                                                                      |          |                                                                                 |          |
| 50 m                 | Albert Subirats Venezuela                                                      | 22,40 CR   | Andrij Hovorov Oekraïne                                                              | 22,43    | Steffen Deibler Duitsland                                                       | 22,44    |
| 100 m                | Jevgeni Korotysjkin Rusland                                                    | 50,23      | Albert Subirats Venezuela                                                            | 50,24    | Kaio de Almeida Brazilië                                                        | 50,33    |
| 200 m                | Chad le Clos Zuid-Afrika                                                       | 1.51.56    | Kaio de Almeida Brazilië                                                             | 1.51,61  | László Cseh Hongarije                                                           | 1.51,67  |
| Wisselslag           |                                                                                |            |                                                                                      |          |                                                                                 |          |
| 100 m                | Ryan Lochte Verenigde Staten                                                   | 50,86      | Markus Deibler Duitsland                                                             | 51,69    | Sergej Fesikov Rusland                                                          | 51,81    |
| 200 m                | Ryan Lochte Verenigde Staten                                                   | 1.50,08 WR | Markus Rogan Oostenrijk                                                              | 1.52,90  | Tyler Clary Verenigde Staten                                                    | 1.53,56  |
| 400 m                | Ryan Lochte Verenigde Staten                                                   | 3.55,50 WR | Oussama Mellouli Tunesië                                                             | 3.57,40  | Tyler Clary Verenigde Staten                                                    | 3.57,56  |
| Vrije slag estafette |                                                                                |            |                                                                                      |          |                                                                                 |          |
| 4×100 m              | Frankrijk Alain Bernard Frédérick Bousquet Fabien Gilot Yannick Agnel          | 3.04,78 CR | Rusland Jevgeni Lagoenov Sergej Fesikov Nikita Lobintsev Danila Izotov               | 3.04,82  | Brazilië Nicholas Santos César Cielo Filho Marcelo Chierighini Nicolas Oliveira | 3.05,74  |
| 4×200 m              | Rusland Nikita Lobintsev Danila Izotov Jevgeni Lagoenov Aleksandr Soechoroekov | 6.49,04 WR | Verenigde Staten Peter Vanderkaay Ryan Lochte Garrett Weber-Gale Ricky Berens        | 6.49,58  | Frankrijk Yannick Agnel Fabien Gilot Clément Lefert Jérémy Stravius             | 6.53,05  |
| Wisselslag estafette |                                                                                |            |                                                                                      |          |                                                                                 |          |
| 4×100 m              | Verenigde Staten Nick Thoman Mihail Alexandrov Ryan Lochte Garrett Weber-Gale  | 3.20,99 CR | Rusland Stanislav Donets Stanislav Lachtjoechov Jevgeni Korotysjkin Nikita Lobintsev | 3.21,61  | Brazilië Guilherme Guido Felipe França Kaio de Almeida César Cielo Filho        | 3.23,12  |

## Medailleklassement
| Plaats | Land                | Goud | Zilver | Brons | Totaal |
| 1      | Verenigde Staten    | 12   | 6      | 7     | 25     |
| 2      | Rusland             | 4    | 4      | 2     | 10     |
| 3      | Spanje              | 4    | 2      | 2     | 8      |
| 4      | China               | 3    | 5      | 6     | 14     |
| 5      | Frankrijk           | 3    | 3      | 2     | 8      |
| 6      | Nederland           | 3    | 2      | 1     | 6      |
| 7      | Brazilië            | 3    | 1      | 4     | 8      |
| 8      | Zuid-Afrika         | 2    | 1      | 0     | 2      |
| 9      | Australië           | 1    | 6      | 3     | 10     |
| 10     | Tunesië             | 1    | 1      | 2     | 4      |
| 11     | Duitsland           | 1    | 1      | 1     | 3      |
| 11     | Zweden              | 1    | 1      | 1     | 3      |
| 13     | Venezuela           | 1    | 1      | 0     | 2      |
| 14     | Japan               | 1    | 0      | 0     | 1      |
| 15     | Denemarken          | 0    | 2      | 1     | 3      |
| 16     | Hongarije           | 0    | 1      | 2     | 3      |
| 17     | Italië              | 0    | 1      | 1     | 2      |
| 17     | Oostenrijk          | 0    | 1      | 1     | 2      |
| 19     | Verenigd Koninkrijk | 0    | 1      | 0     | 1      |
| 19     | Oekraïne            | 0    | 1      | 0     | 1      |
| 21     | Bahama's            | 0    | 0      | 1     | 1      |
| 21     | Noorwegen           | 0    | 0      | 1     | 1      |
| Totaal | Totaal              | 40   | 41     | 39    | 120    |

## Records
De onderstaande tabel geeft de verbroken wereld (WR) en kampioenschapsrecords (CR) tijdens dit kampioenschap.
| Datum       | Afstand                   | Ronde           | Naam                                                                    | Land | Tijd    | CR     | WR     |
| ----------- | ------------------------- | --------------- | ----------------------------------------------------------------------- | ---- | ------- | ------ | ------ |
| 15 december | 200m vrije slag (m)       | Series          | Ryan Lochte                                                             | USA  | 1.42,38 | Vinkje |        |
| 15 december | 100m schoolslag (m)       | Series          | Fabio Scozzoli                                                          | ITA  | 57,60   | Vinkje |        |
| 15 december | 4×100m vrije slag (m)     | Series          | Jevgeni Lagoenov Aleksandr Soechoroekov Nikita Konovalov Sergej Fesikov | RUS  | 3.07,78 | Vinkje |        |
| 15 december | 200m vrije slag (m)       | Finale          | Ryan Lochte                                                             | USA  | 1.41,08 | Vinkje |        |
| 15 december | 100m rugslag (m)          | Halve finale    | Stanislav Donets                                                        | RUS  | 49,62   | Vinkje |        |
| 15 december | 200m vlinderslag (v)      | Finale          | Mireia Belmonte                                                         | ESP  | 2.03,59 | Vinkje |        |
| 15 december | 100m schoolslag (m)       | Halve finale    | Mihail Alexandrov                                                       | USA  | 57,18   | Vinkje |        |
| 15 december | 100m rugslag (v)          | Halve finale    | Gao Chang                                                               | CHN  | 56,58   | Vinkje |        |
| 15 december | 400m wisselslag (v)       | Finale          | Mireia Belmonte                                                         | ESP  | 4.24,21 | Vinkje |        |
| 15 december | 4×100m vrije slag (m)     | Finale          | Alain Bernard Frédérick Bousquet Fabien Gilot Yannick Agnel             | FRA  | 3.04,78 | Vinkje |        |
| 15 december | 200m vrije slag (v)       | Estafettefinale | Camille Muffat                                                          | FRA  | 1.53,17 | Vinkje |        |
| 15 december | 4×200m vrije slag (v)     | Finale          | Chen Qian Tang Yi Liu Jing Zhu Qianwei                                  | CHN  | 7.35,94 | Vinkje | Vinkje |
| 16 december | 400m wisselslag (m)       | Series          | Ryan Lochte                                                             | USA  | 4.01,76 | Vinkje |        |
| 16 december | 50m vlinderslag (v)       | Series          | Therese Alshammar                                                       | SWE  | 25,23   | Vinkje |        |
| 16 december | 100m wisselslag (v)       | Series          | Ariana Kukors                                                           | USA  | 59,14   | Vinkje |        |
| 16 december | 400m wisselslag (m)       | Finale          | Ryan Lochte                                                             | USA  | 3.55,50 | Vinkje | Vinkje |
| 16 december | 100m rugslag (m)          | Finale          | Stanislav Donets                                                        | RUS  | 49,07   | Vinkje |        |
| 16 december | 50m vlinderslag (v)       | Halve finales   | Therese Alshammar                                                       | SWE  | 25,19   | Vinkje |        |
| 16 december | 50m vrije slag (m)        | Halve finales   | César Cielo Filho                                                       | BRA  | 20,61   | Vinkje |        |
| 16 december | 100m rugslag (v)          | Finale          | Natalie Coughlin                                                        | USA  | 56,08   | Vinkje |        |
| 16 december | 100m schoolslag (m)       | Finale          | Cameron van der Burgh                                                   | RSA  | 56,80   | Vinkje |        |
| 16 december | 100m wisselslag (v)       | Halve finales   | Ariana Kukors                                                           | USA  | 58,65   | Vinkje |        |
| 16 december | 4×200m vrije slag (m)     | Finale          | Nikita Lobintsev Danila Izotov Jevgeni Lagoenov Aleksandr Soechoroekov  | RUS  | 6.49,04 | Vinkje | Vinkje |
| 17 december | 50m rugslag (m)           | Series          | Stanislav Donets                                                        | RUS  | 23,24   | Vinkje |        |
| 17 december | 200 m schoolslag (m)      | Series          | Dániel Gyurta                                                           | HUN  | 2.04,46 | Vinkje |        |
| 17 december | 4×100m wisselslag (v)     | Series          | Gao Chang Zhao Jin Guo Fan Li Zhesi                                     | CHN  | 3.50,69 | Vinkje |        |
| 17 december | 50m rugslag (m)           | Halve finales   | Stanislav Donets                                                        | RUS  | 23,02   | Vinkje |        |
| 17 december | 100m vrije slag (v)       | Finale          | Ranomi Kromowidjojo                                                     | NED  | 51,45   | Vinkje |        |
| 17 december | 50m vlinderslag (m)       | Halve finales   | Steffen Deibler                                                         | GER  | 22,57   | Vinkje |        |
| 17 december | 200 m schoolslag (m)      | Finale          | Naoya Tomita                                                            | JPN  | 2.03,12 | Vinkje |        |
| 17 december | 50m vlinderslag (v)       | Finale          | Therese Alshammar                                                       | SWE  | 24,87   | Vinkje |        |
| 17 december | 100m schoolslag (v)       | Halve finales   | Rebecca Soni                                                            | USA  | 1.04,17 | Vinkje |        |
| 17 december | 200m wisselslag (m)       | Finale          | Ryan Lochte                                                             | USA  | 1.50,08 | Vinkje | Vinkje |
| 17 december | 400m vrije slag (v)       | Finale          | Katie Hoff                                                              | USA  | 3.57,07 | Vinkje |        |
| 17 december | 50m vrije slag (m)        | Finale          | César Cielo Filho                                                       | BRA  | 20,51   | Vinkje |        |
| 17 december | 4×100m wisselslag (v)     | Finale          | Zhao Jing Zhao Jin Liu Zige Tang Yi                                     | CHN  | 3.48,29 | Vinkje |        |
| 18 december | 100m vrije slag (m)       | Series          | Fabien Gilot                                                            | FRA  | 46,62   | Vinkje |        |
| 18 december | 50m schoolslag (m)        | Series          | Cameron van der Burgh                                                   | RSA  | 26,14   | Vinkje |        |
| 18 december | 100m schoolslag (v)       | Finale          | Rebecca Soni                                                            | USA  | 1.03,98 | Vinkje |        |
| 18 december | 50m rugslag (m)           | Finale          | Stanislav Donets                                                        | RUS  | 22,93   | Vinkje |        |
| 18 december | 50m rugslag (v) evenaring | Halve finales   | Zhao Jing                                                               | CHN  | 26,37   | Vinkje |        |
| 18 december | 100m vrije slag (m)       | Halve finales   | César Cielo Filho                                                       | BRA  | 46,01   | Vinkje |        |
| 18 december | 50m vlinderslag (m)       | Finale          | Albert Subirats                                                         | VEN  | 22,40   | Vinkje |        |
| 18 december | 100m wisselslag (m)       | Halve finales   | Ryan Lochte                                                             | USA  | 50,81   | Vinkje |        |
| 18 december | 200m wisselslag (v)       | Finale          | Mireia Belmonte                                                         | ESP  | 2.05,73 | Vinkje |        |
| 18 december | 4×100m vrije slag (m)     | Finale          | Femke Heemskerk Inge Dekker Hinkelien Schreuder Ranomi Kromowidjojo     | NED  | 3.28,54 | Vinkje |        |
| 19 december | 200m schoolslag (v)       | Series          | Rebecca Soni                                                            | USA  | 2.18,66 | Vinkje |        |
| 19 december | 100m vrije slag (m)       | Finale          | César Cielo Filho                                                       | BRA  | 45,74   | Vinkje |        |
| 19 december | 50m rugslag (v)           | Finale          | Zhao Jing                                                               | CHN  | 26,27   | Vinkje |        |
| 19 december | 200m rugslag (m)          | Finale          | Ryan Lochte                                                             | USA  | 1.46,68 | Vinkje |        |
| 19 december | 200m schoolslag (v)       | Finale          | Rebecca Soni                                                            | USA  | 2.16,39 | Vinkje |        |
| 19 december | 100m vlinderslag (v)      | Finale          | Felicity Galvez                                                         | AUS  | 55,43   | Vinkje |        |
| 19 december | 50m schoolslag (m)        | Finale          | Felipe França                                                           | BRA  | 25,95   | Vinkje |        |
| 19 december | 200m vrije slag (v)       | Finale          | Camille Muffat                                                          | FRA  | 1.52,29 | Vinkje |        |
| 19 december | 100m rugslag (m)          | Estafettefinale | Stanislav Donets                                                        | RUS  | 48,95   | Vinkje |        |
| 19 december | 4×100m wisselslag (m)     | Finale          | Nick Thoman Mihail Alexandrov Ryan Lochte Garrett Weber-Gale            | USA  | 3.20,99 | Vinkje |        |